# ثریا زروال
ثریا زروال (انگلیسی: Soria Zeroual؛ زادهٔ ۱۴ مهٔ ۱۹۷۰) هنرپیشه اهل فرانسه است.
از فیلم‌ها یا برنامه‌های تلویزیونی که وی در آن نقش داشته‌است می‌توان به فاطمه اشاره کرد.